# Bruno (Italië)
Bruno is een gemeente in de Italiaanse provincie Asti (regio Piëmont) en telt 379 inwoners (31-12-2004). De oppervlakte bedraagt 9,2 km², de bevolkingsdichtheid is 41 inwoners per km².

## Demografie
Bruno telt ongeveer 188 huishoudens. Het aantal inwoners daalde in de periode 1991-2001 met 4,8% volgens cijfers uit de tienjaarlijkse volkstellingen van ISTAT.
| Jaar | Inwoneraantal |
| ---- | ------------- |
| 1991 | 394           |
| 2001 | 375           |

## Geografie
Bruno grenst aan de volgende gemeenten: Bergamasco (AL), Carentino (AL), Castelnuovo Belbo, Mombaruzzo.